# Montigny-lès-Arsures
Montigny-lès-Arsures település Franciaországban, Jura megyében. Lakosainak száma 234 fő (2022. január 1.). Montigny-lès-Arsures Villeneuve-d’Aval, Aiglepierre, Arbois, Les Arsures, Saint-Cyr-Montmalin és Villette-lès-Arbois községekkel határos.

## Népesség
A település népességének változása:
| Lakosok száma | 318  | 297  | 292  | 271  | 273  | 275  | 254  | 238  | 235  | 234  |
|               | 1968 | 1982 | 1990 | 2006 | 2013 | 2015 | 2017 | 2019 | 2020 | 2022 |